# Império Buída
O Império Buída ou Emirado Buída foi um Estado iraniano medieval xiita que existiu de 934 a 1055. Foi governado pela dinastia Buída, também referida como dinastia buída (em persa: آل بویه - "Al-e Buye"), que se originou em Dailão, em Guilão. Eles fundaram uma confederação que controlou a maior parte do Irã e do Iraque nos séculos X e XI.

## História

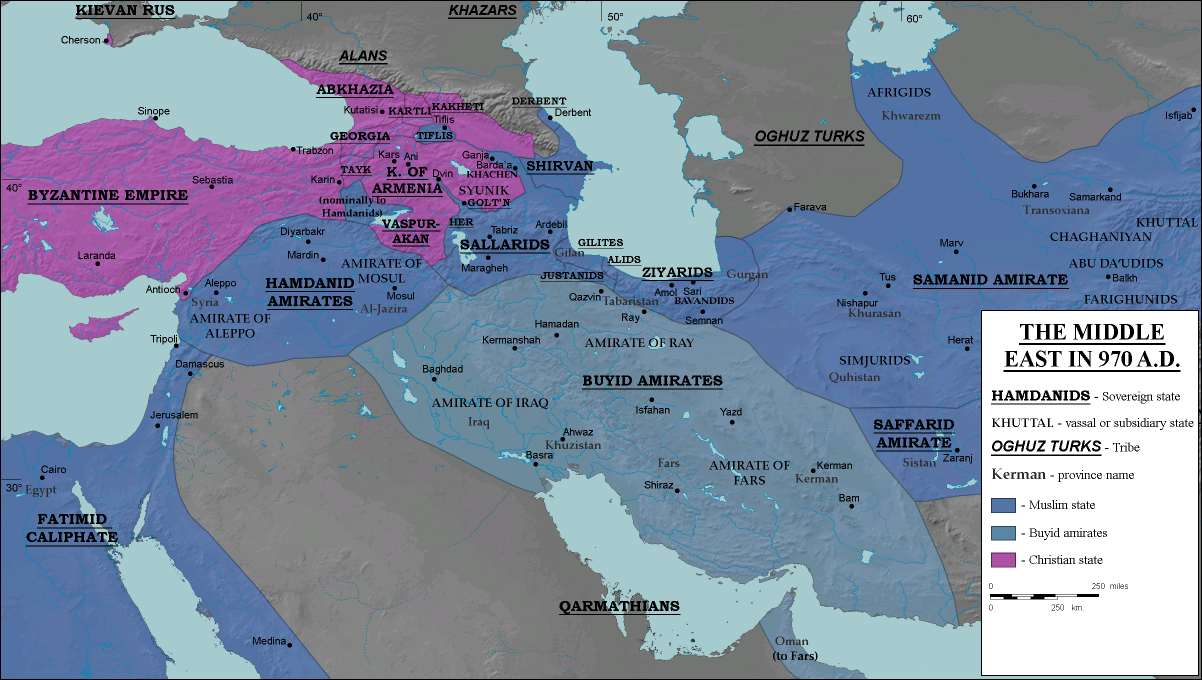
Mapa com as províncias do Império Buída

Os fundadores da confederação buída foram Ali ibne Buia e seus dois irmãos menores, Haçane e Amade. Originalmente um soldado a serviço dos ziáridas do Tabaristão, 'Ali conseguiu recrutar um exército que derrotou um general turco de Bagdá chamado Iacute em 934. Nos nove anos seguintes, os três irmãos conseguiram tomar o controle do resto do Califado Abássida. Ainda que eles aceitassem a autoridade formal do califa de Bagdá, os governantes buídas assumiram o controle efetivo do estado.
As primeiras décadas da confederação foram caracterizadas por grandes ganhos territoriais. Além da província de Pérsis e de Jibal, que foram conquistadas na década de 930, e do Iraque central, que se submeteu em 945, os buídas tomaram a Carmânia (967), Omã (967), Jazira (979), o Tabaristão (980) e Gurgã (981). Em seguida, porém, os buídas entraram numa fase de lento declínio, com partes da confederação gradualmente se separando (Moçul em 990 e o Tabaristão e Gurgã, em 997) ou sendo controladas por dinastias locais efetivamente autônomas (os cacuídas em Ispaã, por exemplo).
O período de quase um século de controle buída juntamente com a ascensão de outras dinastias na região representam um período da história iraniana por vezes chamado Intermezzo Iraniano, uma vez que representa um interlúdio entre o governo dos abássidas e os turcos seljúcidas. De fato, como iranianos dailamitas, os buídas conscientemente reviveram símbolos e práticas da antiga dinastia persa sassânida. O título escolhido por Adude Daulá foi o antigo Rei dos Reis (em persa: شاهنشاه), literalmente "rei dos reis".
A confederação buída foi dividida entre e governada por diversos membros da dinastia. Eles reconheciam nominalmente a suserania dos califas de Bagdá, que, na verdade, não detinham nenhum poder temporal no estado. O título utilizado pelos governantes buídas era amir, que significa "governador" ou "príncipe". Geralmente um dos amires era reconhecido como tendo senioridade sobre os demais e este indivíduo usava o título de emir de emires. Embora este cargo funcionasse como o líder formal dos buídas, o seu ocupante em geral não detinha nenhum poder significativo foram de seu próprio amirado e cada um dos amires gozava de grande autonomia em seus próprios territórios. Como mencionado acima, alguns dos mais poderosos amires se utilizavam do título sassânida de Rei dos Reis. A sucessão era hereditária, com pais dividindo o território entre os filhos.
O exército buída consistia de iranianos dailamitas, que serviam de infantaria a pé, e da cavalaria turca que fora muito importante no exército abássida. Os dailamitas e os turcos geralmente discutiam entre si tentando cada uma se sobrepor à outra pelo domínio do exército. Para compensar seus soldados, os buídas geralmente distribuíam ictas, ou direitos sobre uma porcentagem das receitas fiscais de uma província, embora a prática do pagamento em espécie também fosse frequente.

### Queda
Na metade do século XI, os emirados buídas foram gradualmente sendo tomados pelo Império Gasnévida e pelos turcos seljúcidas. Em 1055, Tugril I conquistou Bagdá, a sede do califado, e expulsou os últimos governantes buídas. Como seus antecessores, os seljúcidas mantiveram o Califado Abássida como os governantes nominais.

## Religião
Como a maior parte dos dailamitas da época, os buídas eram originalmente zaiditas, ou xiitas "quintos" (que assumiam a autoridade até o quinto imame). Após tomarem o poder no Irã e no Iraque, porém, eles começaram a se inclinar pelo xiismo duodecimano, possivelmente por motivos políticos. Na realidade, os buídas raramente tentaram forçar um ponto de vista religioso sobre seus súditos, exceto quando isso era politicamente vantajoso. Os sunitas abássidas mantiveram o califado, embora desprovido de todo o poder secular. Além disso, para prevenir que as tensões entre xiitas e sunitas se espalhassem pelo governo, os amires buídas ocasionalmente nomeavam cristãos para altos cargos ao invés muçulmanos de qualquer das seitas.
Como razão para a mudança do zaidismo para o xiismo duodecimano, Moojen Momen sugere que como os buídas não eram descendentes de Ali, o primeiro imame xiita, a doutrina zaidita os obrigaria a instalar um imame da família de Ali. Por isto, eles tenderam para a doutrina duodecimana, que tinha o seu imame oculto, politicamente mais atrativo.

## Governantes buídas

### Principais
Geralmente, os três mais poderosos amires buídas eram os que controlavam Pérsis, Jibal e o Iraque. Por vezes um governante conseguia reinar sobre mais de uma região, mas nenhum deles conseguiu controlar as três ao mesmo tempo.

#### Dailamitas de Pérsis
- Ali ibne Buia (Imade Daulá) - 934–949
- Fana Cosroes (Adude Daulá) - 949–983
- Xirzil ibne Fana Cosroes (Xarafe Daulá) - 983–989
- Marzubã ibne Fana Cosroes (Sansam Daulá) - 989–998
- Firuz ibne Fana Cosroes (Baa Daulá) - 998–1012
- Abu Xuja ibne Firuz (Sultão Daulá) - 1012–1024
- Abu Calijar Marzubã ibne Abu Xuja (Imadadim) - 1024–1048
- Abu Almançor Fulade Sutune - 1048–1062

O poder em Pérsis foi tomado pelo chefe curdo Shabankara Fadeluia

#### Dailamitas de Ray
- Ruquém Daulá - 935–976
- Faquir Daulá - 976–980
- Muaiade Daulá - 980–983
- Faquir Daulá (restaurado) - 984–997
- Majide Daulá - 997–1029

Tomado pelo Império Gasnévida.

#### Dailamitas do Iraque
- Muize Daulá - 945–967
- Ize Daulá - 966–978
- Adude Daulá - 978–983
- Sansam Daulá - 983–987
- Xarafe Daulá - 987–989
- Ba Daulá - 989–1012
- Sultão Daulá - 1012–1021
- Moxarrife Daulá - 1021–1025
- Jalal Daulá - 1025–1044
- Abu Calijar - 1044–1048
- Maleque Arraim - 1048–1055

Tomado pelos seljúcidas.

### Governantes menores
Não era raro que os filhos mais novos fundassem linhagens colaterais ou que membros da dinastia tomassem controle de uma província e passassem a governar. A lista a seguir está incompleta.

#### Buídas de Basra
- Dia Daulá - década de 980

Tomado pelos buídas de Pérsis.

#### Buídas de Hamadã
- Muaiade Daulá - 976–983
- Xamece Daulá - 997–1021
- Sama Daulá - 1021–1024

Tomando pelos cacuídas.

#### Buídas da Carmânia
- Cauam Daulá - 1012–1028

Tomado pelos buídas de Pérsis.

#### Buídas do Cuzistão
- Taje Daulá - anos 980

Tomado pelos buídas de Pérsis.

## Árvore genealógica
|                                |                                |                                |                                |                                |                                |                         |                         |                                  |                                  |                                  |                                  |                                  |                                  |  |  |                             |                             |                             |                             |                             |                             |  |  |                                    |                                    |                                    |                                    |                                      |                                      |                                      |                                      |                                      |                                      |                                    |                                    |                                    |                                    |                                   |                                   |                                   |                                   |                                |                                |                                |                                |  |  |  |  |  |  |  |  |  |  |  |  |  |  |  |  |  |  |  |  |  |  |  |  |  |  |  |  |  |  |  |  |  |  |
|                                |                                |                                |                                |                                |                                |                         |                         |                                  |                                  |                                  |                                  |                                  |                                  |  |  |                             |                             |                             |                             |                             |                             |  |  |                                    |                                    |                                    |                                    |                                      |                                      |                                      |                                      |                                      |                                      |                                    |                                    |                                    |                                    |                                   |                                   |                                   |                                   |                                |                                |                                |                                |  |  |  |  |  |  |  |  |  |  |  |  |  |  |  |  |  |  |  |  |  |  |  |  |  |  |  |  |  |  |  |  |  |  |
|                                |                                |                                |                                |                                |                                | Ali Imade Daulá 934–949 | Ali Imade Daulá 934–949 | Ali Imade Daulá 934–949          | Ali Imade Daulá 934–949          | Ali Imade Daulá 934–949          | Ali Imade Daulá 934–949          |                                  |                                  |  |  |                             |                             |                             |                             |                             |                             |  |  | Haçane Ruquém Daulá 935–976        | Haçane Ruquém Daulá 935–976        | Haçane Ruquém Daulá 935–976        | Haçane Ruquém Daulá 935–976        | Haçane Ruquém Daulá 935–976          | Haçane Ruquém Daulá 935–976          |                                      |                                      |                                      |                                      |                                    |                                    |                                    |                                    |                                   |                                   | Amade Muize Daulá 945–967         | Amade Muize Daulá 945–967         | Amade Muize Daulá 945–967      | Amade Muize Daulá 945–967      | Amade Muize Daulá 945–967      | Amade Muize Daulá 945–967      |  |  |  |  |  |  |  |  |  |  |  |  |  |  |  |  |  |  |  |  |  |  |  |  |  |  |  |  |  |  |  |  |  |  |
|                                |                                |                                |                                |                                |                                | Ali Imade Daulá 934–949 | Ali Imade Daulá 934–949 | Ali Imade Daulá 934–949          | Ali Imade Daulá 934–949          | Ali Imade Daulá 934–949          | Ali Imade Daulá 934–949          |                                  |                                  |  |  |                             |                             |                             |                             |                             |                             |  |  | Haçane Ruquém Daulá 935–976        | Haçane Ruquém Daulá 935–976        | Haçane Ruquém Daulá 935–976        | Haçane Ruquém Daulá 935–976        | Haçane Ruquém Daulá 935–976          | Haçane Ruquém Daulá 935–976          |                                      |                                      |                                      |                                      |                                    |                                    |                                    |                                    |                                   |                                   | Amade Muize Daulá 945–967         | Amade Muize Daulá 945–967         | Amade Muize Daulá 945–967      | Amade Muize Daulá 945–967      | Amade Muize Daulá 945–967      | Amade Muize Daulá 945–967      |  |  |  |  |  |  |  |  |  |  |  |  |  |  |  |  |  |  |  |  |  |  |  |  |  |  |  |  |  |  |  |  |  |  |
|                                |                                |                                |                                |                                |                                |                         |                         |                                  |                                  |                                  |                                  |                                  |                                  |  |  |                             |                             |                             |                             |                             |                             |  |  |                                    |                                    |                                    |                                    |                                      |                                      |                                      |                                      |                                      |                                      |                                    |                                    |                                    |                                    |                                   |                                   |                                   |                                   |                                |                                |                                |                                |  |  |  |  |  |  |  |  |  |  |  |  |  |  |  |  |  |  |  |  |  |  |  |  |  |  |  |  |  |  |  |  |  |  |
|                                |                                |                                |                                |                                |                                |                         |                         |                                  |                                  |                                  |                                  |                                  |                                  |  |  | Ali Faquir Daulá 976–980    | Ali Faquir Daulá 976–980    | Ali Faquir Daulá 976–980    | Ali Faquir Daulá 976–980    | Ali Faquir Daulá 976–980    | Ali Faquir Daulá 976–980    |  |  | Pana Cosroes Adude Daulá 949–983   | Pana Cosroes Adude Daulá 949–983   | Pana Cosroes Adude Daulá 949–983   | Pana Cosroes Adude Daulá 949–983   | Pana Cosroes Adude Daulá 949–983     | Pana Cosroes Adude Daulá 949–983     |                                      |                                      | Abu Almançor Muaiade Daulá 980–983   | Abu Almançor Muaiade Daulá 980–983   | Abu Almançor Muaiade Daulá 980–983 | Abu Almançor Muaiade Daulá 980–983 | Abu Almançor Muaiade Daulá 980–983 | Abu Almançor Muaiade Daulá 980–983 |                                   |                                   | Baquitiar Ize Daulá 966–978       | Baquitiar Ize Daulá 966–978       | Baquitiar Ize Daulá 966–978    | Baquitiar Ize Daulá 966–978    | Baquitiar Ize Daulá 966–978    | Baquitiar Ize Daulá 966–978    |  |  |  |  |  |  |  |  |  |  |  |  |  |  |  |  |  |  |  |  |  |  |  |  |  |  |  |  |  |  |  |  |  |  |
|                                |                                |                                |                                |                                |                                |                         |                         |                                  |                                  |                                  |                                  |                                  |                                  |  |  | Ali Faquir Daulá 976–980    | Ali Faquir Daulá 976–980    | Ali Faquir Daulá 976–980    | Ali Faquir Daulá 976–980    | Ali Faquir Daulá 976–980    | Ali Faquir Daulá 976–980    |  |  | Pana Cosroes Adude Daulá 949–983   | Pana Cosroes Adude Daulá 949–983   | Pana Cosroes Adude Daulá 949–983   | Pana Cosroes Adude Daulá 949–983   | Pana Cosroes Adude Daulá 949–983     | Pana Cosroes Adude Daulá 949–983     |                                      |                                      | Abu Almançor Muaiade Daulá 980–983   | Abu Almançor Muaiade Daulá 980–983   | Abu Almançor Muaiade Daulá 980–983 | Abu Almançor Muaiade Daulá 980–983 | Abu Almançor Muaiade Daulá 980–983 | Abu Almançor Muaiade Daulá 980–983 |                                   |                                   | Baquitiar Ize Daulá 966–978       | Baquitiar Ize Daulá 966–978       | Baquitiar Ize Daulá 966–978    | Baquitiar Ize Daulá 966–978    | Baquitiar Ize Daulá 966–978    | Baquitiar Ize Daulá 966–978    |  |  |  |  |  |  |  |  |  |  |  |  |  |  |  |  |  |  |  |  |  |  |  |  |  |  |  |  |  |  |  |  |  |  |
|                                |                                |                                |                                |                                |                                |                         |                         |                                  |                                  |                                  |                                  |                                  |                                  |  |  |                             |                             |                             |                             |                             |                             |  |  |                                    |                                    |                                    |                                    |                                      |                                      |                                      |                                      |                                      |                                      |                                    |                                    |                                    |                                    |                                   |                                   |                                   |                                   |                                |                                |                                |                                |  |  |  |  |  |  |  |  |  |  |  |  |  |  |  |  |  |  |  |  |  |  |  |  |  |  |  |  |  |  |  |  |  |  |
|                                |                                |                                |                                |                                |                                |                         |                         |                                  |                                  |                                  |                                  |                                  |                                  |  |  |                             |                             |                             |                             |                             |                             |  |  |                                    |                                    |                                    |                                    |                                      |                                      |                                      |                                      |                                      |                                      |                                    |                                    |                                    |                                    |                                   |                                   |                                   |                                   |                                |                                |                                |                                |  |  |  |  |  |  |  |  |  |  |  |  |  |  |  |  |  |  |  |  |  |  |  |  |  |  |  |  |  |  |  |  |  |  |
| Abu Tair Xamece Daulá 997–1021 | Abu Tair Xamece Daulá 997–1021 | Abu Tair Xamece Daulá 997–1021 | Abu Tair Xamece Daulá 997–1021 | Abu Tair Xamece Daulá 997–1021 | Abu Tair Xamece Daulá 997–1021 |                         |                         | Abu Talebe Majide Daulá 997–1029 | Abu Talebe Majide Daulá 997–1029 | Abu Talebe Majide Daulá 997–1029 | Abu Talebe Majide Daulá 997–1029 | Abu Talebe Majide Daulá 997–1029 | Abu Talebe Majide Daulá 997–1029 |  |  | Xirzil Xarafe Daulá 983–989 | Xirzil Xarafe Daulá 983–989 | Xirzil Xarafe Daulá 983–989 | Xirzil Xarafe Daulá 983–989 | Xirzil Xarafe Daulá 983–989 | Xirzil Xarafe Daulá 983–989 |  |  | Marzubane Sansam Daulá 989–998     | Marzubane Sansam Daulá 989–998     | Marzubane Sansam Daulá 989–998     | Marzubane Sansam Daulá 989–998     | Marzubane Sansam Daulá 989–998       | Marzubane Sansam Daulá 989–998       |                                      |                                      | Fana Cosroes Baa Daulá 998–1012      | Fana Cosroes Baa Daulá 998–1012      | Fana Cosroes Baa Daulá 998–1012    | Fana Cosroes Baa Daulá 998–1012    | Fana Cosroes Baa Daulá 998–1012    | Fana Cosroes Baa Daulá 998–1012    |                                   |                                   |                                   |                                   |                                |                                |                                |                                |  |  |  |  |  |  |  |  |  |  |  |  |  |  |  |  |  |  |  |  |  |  |  |  |  |  |  |  |  |  |  |  |  |  |
| Abu Tair Xamece Daulá 997–1021 | Abu Tair Xamece Daulá 997–1021 | Abu Tair Xamece Daulá 997–1021 | Abu Tair Xamece Daulá 997–1021 | Abu Tair Xamece Daulá 997–1021 | Abu Tair Xamece Daulá 997–1021 |                         |                         | Abu Talebe Majide Daulá 997–1029 | Abu Talebe Majide Daulá 997–1029 | Abu Talebe Majide Daulá 997–1029 | Abu Talebe Majide Daulá 997–1029 | Abu Talebe Majide Daulá 997–1029 | Abu Talebe Majide Daulá 997–1029 |  |  | Xirzil Xarafe Daulá 983–989 | Xirzil Xarafe Daulá 983–989 | Xirzil Xarafe Daulá 983–989 | Xirzil Xarafe Daulá 983–989 | Xirzil Xarafe Daulá 983–989 | Xirzil Xarafe Daulá 983–989 |  |  | Marzubane Sansam Daulá 989–998     | Marzubane Sansam Daulá 989–998     | Marzubane Sansam Daulá 989–998     | Marzubane Sansam Daulá 989–998     | Marzubane Sansam Daulá 989–998       | Marzubane Sansam Daulá 989–998       |                                      |                                      | Fana Cosroes Baa Daulá 998–1012      | Fana Cosroes Baa Daulá 998–1012      | Fana Cosroes Baa Daulá 998–1012    | Fana Cosroes Baa Daulá 998–1012    | Fana Cosroes Baa Daulá 998–1012    | Fana Cosroes Baa Daulá 998–1012    |                                   |                                   |                                   |                                   |                                |                                |                                |                                |  |  |  |  |  |  |  |  |  |  |  |  |  |  |  |  |  |  |  |  |  |  |  |  |  |  |  |  |  |  |  |  |  |  |
|                                |                                |                                |                                |                                |                                |                         |                         |                                  |                                  |                                  |                                  |                                  |                                  |  |  |                             |                             |                             |                             |                             |                             |  |  |                                    |                                    |                                    |                                    |                                      |                                      |                                      |                                      |                                      |                                      |                                    |                                    |                                    |                                    |                                   |                                   |                                   |                                   |                                |                                |                                |                                |  |  |  |  |  |  |  |  |  |  |  |  |  |  |  |  |  |  |  |  |  |  |  |  |  |  |  |  |  |  |  |  |  |  |
| Sama Daulá 1021–1024           | Sama Daulá 1021–1024           | Sama Daulá 1021–1024           | Sama Daulá 1021–1024           | Sama Daulá 1021–1024           | Sama Daulá 1021–1024           |                         |                         |                                  |                                  |                                  |                                  |                                  |                                  |  |  |                             |                             |                             |                             |                             |                             |  |  | Abul Fauaris Cauam Daulá 1012–1028 | Abul Fauaris Cauam Daulá 1012–1028 | Abul Fauaris Cauam Daulá 1012–1028 | Abul Fauaris Cauam Daulá 1012–1028 | Abul Fauaris Cauam Daulá 1012–1028   | Abul Fauaris Cauam Daulá 1012–1028   |                                      |                                      | Abuxoja Sultão Daulá 1012–1024       | Abuxoja Sultão Daulá 1012–1024       | Abuxoja Sultão Daulá 1012–1024     | Abuxoja Sultão Daulá 1012–1024     | Abuxoja Sultão Daulá 1012–1024     | Abuxoja Sultão Daulá 1012–1024     |                                   |                                   | Abu Ali Moxarife Daulá 987–989    | Abu Ali Moxarife Daulá 987–989    | Abu Ali Moxarife Daulá 987–989 | Abu Ali Moxarife Daulá 987–989 | Abu Ali Moxarife Daulá 987–989 | Abu Ali Moxarife Daulá 987–989 |  |  |  |  |  |  |  |  |  |  |  |  |  |  |  |  |  |  |  |  |  |  |  |  |  |  |  |  |  |  |  |  |  |  |
| Sama Daulá 1021–1024           | Sama Daulá 1021–1024           | Sama Daulá 1021–1024           | Sama Daulá 1021–1024           | Sama Daulá 1021–1024           | Sama Daulá 1021–1024           |                         |                         |                                  |                                  |                                  |                                  |                                  |                                  |  |  |                             |                             |                             |                             |                             |                             |  |  | Abul Fauaris Cauam Daulá 1012–1028 | Abul Fauaris Cauam Daulá 1012–1028 | Abul Fauaris Cauam Daulá 1012–1028 | Abul Fauaris Cauam Daulá 1012–1028 | Abul Fauaris Cauam Daulá 1012–1028   | Abul Fauaris Cauam Daulá 1012–1028   |                                      |                                      | Abuxoja Sultão Daulá 1012–1024       | Abuxoja Sultão Daulá 1012–1024       | Abuxoja Sultão Daulá 1012–1024     | Abuxoja Sultão Daulá 1012–1024     | Abuxoja Sultão Daulá 1012–1024     | Abuxoja Sultão Daulá 1012–1024     |                                   |                                   | Abu Ali Moxarife Daulá 987–989    | Abu Ali Moxarife Daulá 987–989    | Abu Ali Moxarife Daulá 987–989 | Abu Ali Moxarife Daulá 987–989 | Abu Ali Moxarife Daulá 987–989 | Abu Ali Moxarife Daulá 987–989 |  |  |  |  |  |  |  |  |  |  |  |  |  |  |  |  |  |  |  |  |  |  |  |  |  |  |  |  |  |  |  |  |  |  |
|                                |                                |                                |                                |                                |                                |                         |                         |                                  |                                  |                                  |                                  |                                  |                                  |  |  |                             |                             |                             |                             |                             |                             |  |  |                                    |                                    |                                    |                                    |                                      |                                      |                                      |                                      | Abu Calijar Amade Daulá 1024–1048    | Abu Calijar Amade Daulá 1024–1048    | Abu Calijar Amade Daulá 1024–1048  | Abu Calijar Amade Daulá 1024–1048  | Abu Calijar Amade Daulá 1024–1048  | Abu Calijar Amade Daulá 1024–1048  |                                   |                                   | Abu Tair Jalal Daulá 1025–1044    | Abu Tair Jalal Daulá 1025–1044    | Abu Tair Jalal Daulá 1025–1044 | Abu Tair Jalal Daulá 1025–1044 | Abu Tair Jalal Daulá 1025–1044 | Abu Tair Jalal Daulá 1025–1044 |  |  |  |  |  |  |  |  |  |  |  |  |  |  |  |  |  |  |  |  |  |  |  |  |  |  |  |  |  |  |  |  |  |  |
|                                |                                |                                |                                |                                |                                |                         |                         |                                  |                                  |                                  |                                  |                                  |                                  |  |  |                             |                             |                             |                             |                             |                             |  |  |                                    |                                    |                                    |                                    |                                      |                                      |                                      |                                      | Abu Calijar Amade Daulá 1024–1048    | Abu Calijar Amade Daulá 1024–1048    | Abu Calijar Amade Daulá 1024–1048  | Abu Calijar Amade Daulá 1024–1048  | Abu Calijar Amade Daulá 1024–1048  | Abu Calijar Amade Daulá 1024–1048  |                                   |                                   | Abu Tair Jalal Daulá 1025–1044    | Abu Tair Jalal Daulá 1025–1044    | Abu Tair Jalal Daulá 1025–1044 | Abu Tair Jalal Daulá 1025–1044 | Abu Tair Jalal Daulá 1025–1044 | Abu Tair Jalal Daulá 1025–1044 |  |  |  |  |  |  |  |  |  |  |  |  |  |  |  |  |  |  |  |  |  |  |  |  |  |  |  |  |  |  |  |  |  |  |
|                                |                                |                                |                                |                                |                                |                         |                         |                                  |                                  |                                  |                                  |                                  |                                  |  |  |                             |                             |                             |                             |                             |                             |  |  |                                    |                                    |                                    |                                    |                                      |                                      |                                      |                                      |                                      |                                      |                                    |                                    |                                    |                                    |                                   |                                   |                                   |                                   |                                |                                |                                |                                |  |  |  |  |  |  |  |  |  |  |  |  |  |  |  |  |  |  |  |  |  |  |  |  |  |  |  |  |  |  |  |  |  |  |
|                                |                                |                                |                                |                                |                                |                         |                         |                                  |                                  |                                  |                                  |                                  |                                  |  |  |                             |                             |                             |                             |                             |                             |  |  |                                    |                                    |                                    |                                    | Abu Almançor Fulade Sutune 1048–1062 | Abu Almançor Fulade Sutune 1048–1062 | Abu Almançor Fulade Sutune 1048–1062 | Abu Almançor Fulade Sutune 1048–1062 | Abu Almançor Fulade Sutune 1048–1062 | Abu Almançor Fulade Sutune 1048–1062 |                                    |                                    | Abu Nácer Cosroes Firuz 1048–1055  | Abu Nácer Cosroes Firuz 1048–1055  | Abu Nácer Cosroes Firuz 1048–1055 | Abu Nácer Cosroes Firuz 1048–1055 | Abu Nácer Cosroes Firuz 1048–1055 | Abu Nácer Cosroes Firuz 1048–1055 |                                |                                |                                |                                |  |  |  |  |  |  |  |  |  |  |  |  |  |  |  |  |  |  |  |  |  |  |  |  |  |  |  |  |  |  |  |  |  |  |